# Stor-Kältjärnen, Västerbotten
Stor-Kältjärnen är en sjö i Umeå kommun i Västerbotten och ingår i Sävaråns huvudavrinningsområde.